# Armia Maryi
Armia Maryi, Wspólnota Pani Wszystkich Narodów (fr. Armée de Marie, Communauté de la Dame de tous les peuples) – chrześcijańska wspólnota religijna w Kanadzie.
Głównym ośrodkiem religijnym Armii Maryi jest klasztor Spiri-Maria w Lac-Etchemin.

## Historia
Armia Maryi została założona przez Marie-Paule Guigère, która po rozejściu się w 1957 roku z mężem poświęciła się życiu religijnemu. Inicjatorka ruchu utrzymywała, że od młodości doświadczała prywatnych objawień, które spisywała w dzienniczku Życie Miłości.
28 sierpnia 1971 roku na spotkaniu modlitewnym w Etchemin powołała ona do życia bractwo, nad którym objęła opiekę. W 1975 roku założona przez nią wspólnota katolicka uzyskała od kardynała Mauricea Roya status stowarzyszenia pobożnościowego w archidiecezji Quebec. Zgromadzenie szybko zaczęło zdobywać nowych członków nie tylko w Kanadzie, ale również w Stanach Zjednoczonych Ameryki, we Włoszech, Austrii i na Jamajce. W 1978 roku Maria Guigère ogłosiła, że jest mistyczną inkarnacją Matki Bożej. W 1981 roku postępując zgodnie z prywatnymi objawieniami powołała Rodzinę Synów i Córek Maryi, Wspólnotę Synów i Córek Maryi oraz w 1986 roku zgromadzenie Oblatów-Patriotów.
W 1984 roku grupa kleryków z bractwa rozpoczęła studia teologiczne w Rzymie. W 1986 roku kilku z nich uzyskało święcenia kapłańskie z rąk papieża Jana Pawła II. Członkowie Armii Maryi zostali jednak wkrótce zmuszeni do opuszczenia Włoch z powodu wątpliwości Kościoła rzymskokatolickiego co do głoszonych przez nich poglądów. 
W 1987 roku kanadyjski kardynał Louis-Albert Vachon nakazał rozwiązanie Armii Maryi wskazując na rażące błędy w doktrynie głoszone przez zgromadzenie. Kuria Rzymska wszczęła dochodzenie w kwestii poprawności nauk wspólnoty. W 1991 roku Stolica Apostolska uznała, że istnieją podstawy do zawieszenia działalności bractwa. 
Od tej pory Wspólnota Pani Wszystkich Narodów została obłożona interdyktem. Nie przeszkodziło to jednak grupie dalej się rozwijać. W 1997 roku mimo kar kościelnych Armia Maryi uzyskała wsparcie ze strony biskupów diecezji Alexandria-Cornwall i Antagonish. 
W 2001 roku Konferencja Episkopatu Kanady wydała komunikat stwierdzający utratę przez Armię Maryi katolickiego charakteru. W 2007 roku Armia Maryi popadła w schizmę z Kościołem rzymskokatolickim po tym jak niezgodnie z prawem kanonicznym i bez posiadania sukcesji apostolskiej przełożony zgromadzenia, Jean-Pierre Mastropietro ordynował dla bractwa nowych duchownych.
Po ekskomunice ordynariusza i ordynowanych członków Armii Maryi, Stolica Apostolska powołując się na stanowisko Kongregacji Nauki Wiary z 2001 roku uznała całą wspólnotę za heretycką i wykluczyła wszystkich jej członków oraz sympatyków z Kościoła.

## Charakterystyka
Armia Maryi jest organizacją zorganizowaną na wzór zakonu. Jej członkami są zarówno osoby duchowne jak świeccy (tercjarze). 
Grupa cechuje się z założenia uświęcaniem Potrójnej Bieli, która polega na wierności i poświęceniu Eucharystii, Marii oraz Papieżowi. Od członków ruchu oczekuje się: rozwijania ducha modlitwy, asystowania przy Mszy Świętej, częstego przyjmowania Komunii Świętej, praktykowania cnót teologalnych, przestrzegania Dekalogu, odmawiania każdego dnia Różańca Świętego, poświęcania przynajmniej kwadransa na codzienne czytanie pobożnych pism oraz wykonywania sumiennie obowiązków zgodnych ze swoją profesją.

## Doktryna
| Wizja Marii z Nazaretu według Armii Maryi                      |
| Maryja                                                         |
| Matka Boska Współodkupicielka ↓ inkarnacja Marie-Paule Guigère |

Armia Maryi propaguje kult maryjny Pani Wszystkich Narodów związany z prywatnymi objawieniami Idy Peerdeman oraz głosi postulat o potrzebie ustanowienie przez Kościół katolicki dogmatu maryjnego o Najświętszej Maryi Pannie jako Współodkupicielce (Co-Redemptrix).
Armia Maryi uznaje świętość swojej założycielki. Wierzy w nią jako mistyczną inkarnację Matki Bożej oraz głosi, że jest ona duszą mistyczną pozostającą w nieustającym kontakcie z Niebem. Członkowie ruchu wierzą, że przyjmując Komunię Świętą otrzymują z ciałem Chrystusa także ciało Marie-Paule Guigère. Związane jest to z radykalną teologią grupy, która mówi o tym iż Maria z Nazaretu, a tym samym Marie-Paule Guigère jest współodwieczna z Trójcą Świętą i jest żeńskim odpowiednikiem Odkupiciela.